# عجیبیه
عجیبیه (به عربی: العجيبية) یک شهرداری در الجزایر است که در استان بویره واقع شده‌است.
 عجیبیه  ۱۱٬۵۷۲ نفر جمعیت دارد.